# نظام الجودة الأوروبية الخاصة بالخدمات الاجتماعية
الجودة الأوروبية الخاصة بالخدمات الاجتماعية (والذي يُعرف بـ EQUASS) هو نظام متكامل لإصدار شهادات الجودة المتعلقة بالقطاع، والتي تُصدق علي امتثال الخدمات الأجتماعية لمبادئ ومعايير الجودة الأوروبية.                                                                                        
ويهدف ذلك النظام إلى تعزيز القطاع الاجتماعي عن طريق إشراك مزودي الخدمات في الجودة والتحسين المستمر، وضمان جودة الخدمات للمستخدمين في جميع أنحاء أوروبا.
كان يُطلق على ذلك النظام مسبقًا اسم علامة الجودة الأوروبية لإعادة التأهيل (EQRM)  و هي مبادرة من المنصة الأوروبية للتأهيل والتي يقع مقر أمانتها في بروكسل.

## التاريخ
في يوليوعام  1995كَلفت المنصة الأوربية للتأهيل والتي سُميت فيما بعد المنصة الأوروبية للتأهيل المهني فريق العمل الخاص بها تحت مسمي «إدارة الجودة وفعالية التكلفة» لدراسة إطلاق «جائزة الجودة للتأهيل المهني» للمعاهد الأوربية الخاصة بالتأهيل المهني.
قد تتطلب الجائزة مراجعة دقيقة والتي إذا ثبت نجاحها فستظهر بأن معهد التأهيل المهني يعمل وفقًا لمعايير المنصة.
وقد أستوحيَ نظام إصدار الشهادات من لجنة اعتماد تسهيلات إعادة التأهيل "CARF".
و أدرجت المنصة الأوروبية البعض من أعضائها لتطبيق معايير الجودة والتي سُميت EQRM (علامة الجودة الأوروبية في التأهيل).
وقد عُقد أول حدث لتسليم الجوائز في روما ديسمبر 2003. الهدف الأساسي لعلامة الجودة:
- تطبيق نهج يُركز علي خدمات إعادة التأهيل للعملاء.
- الوعي بحقوق المستهلكين.
- إشراك وتمكين المستهلكين.
- تحسين منهجي لحياة ذات نوعية أفضل.
- تشجيع الموظفين.
- ممارسة إدارة الأعمال بشكل فعال.
- قياس وتوثيق حصيلة الخدمات ونتائجها.
- إخضاع مقدمي الخدمات للمسآلة عن أفعالهم وإستخدامهم للأموال.

في عام 2008 قررت المنصة الأوروبية للتأهيل إنشاء علامة جودة إضافية (EQUASS Assurance) إلى جانب علامة EQRM والتي سُميت فيما بعد (EQRM Excellence) والتي تُعني إغطائها شارة الأمتياز.
ففى ديسمبر عام 2008 أطلق النظام الأوروبي لإعادة التأهيل مشروعًا مُمول جزئيًا لمدة شهرين من قِبل برنامج PROGRESS التابع للمفوضية الأوروبية. كان الهدف من المشروع هو وضع إطار للجودة الأوروبية للخدمات الاجتماعية ذات الاهمية العامة بالتعاون مع كبار أصحاب المصالح الاوروبين للخدمات الاجتماعية.
وسيتضمن هذا الإطار مبادئ الجودة ومعايير لضمان جودة معتمدة من القطاع كافة، ومؤشرات الأداء التنفيذي لقياس ووضع معايير الجودة للخدمات المجتمعية.
وفي عام 2010 أطلقت المنصة نتائج إطار الجودة المشتركة التابع لSSGI بما في ذلك اعتماد عدد قليل من المواقع الرائدة المسؤولة عن اختبار نظام الجودة الجديد في مختلف أنواع الخدمات الاجتماعية.
و في يناير2012 نشر EQUASS معيار الجودة الجديد، والذي أصبح متوفرًا الآن لجميع مقدمي الخدمات الاجتماعية في أوروبا، ولم يعد يقتصر على مقدمي خدمات إعادة التأهيل ومقدمي خدمات الإعاقة الآخرى.
وكان قد أُعُتمد في معيار الجودة الجديد على نتائج إطار الجودة المشترك لـ SSGI ، كم إنها إعتمدت على معاييرجودة آخرى

## الخصائص الرئيسية لنظام الجودة الأوروبية

### الإلتزام بمتطلبات الجودة الأوروبية
أظهر مقدمو الخدمات الاجتماعية الذين يستوفون شروط إصدار الشهادات للجودة الأوروبية في الخدمات الاجتماعية التزامهم بالمقتضيات التالية:
- إطار الجودة الأوروبي التطوعي للخدمات الاجتماعية[11]  الذي اعتمدته لجنة الحماية الاجتماعية في أكتوبر 2010.[12]
- إطار الجودة المشترك للخدمات الاجتماعية ذات الأهمية العامة[13]  (ديسمبر 2010) الذي اتفق فيه 50 من أصحاب المصلحة الرئيسيين من مختلف قطاعات الخدمات الاجتماعية على مختلف المكونات والشروط المسبقة للجودة.[14]
- تلتزم مؤسسات التعليم والتدريب المهني التي تفي بمعايير EQUASS أيضًا بالإطار المرجعي الأوروبي لضمان الجودة للتعليم والتدريب المهني [15] الذي اعتمده البرلمان الأوروبي والمجلس الأوروبي في 18 يونيو 2009.
- إتفاقية الأمم المتحدة لحقوق الأشخاص ذوي الإعاقة (ديسمبر 2006).

### مبادئ الجودة
تم بناء EQUASS على عشرة مبادئ جودة تعكس رغبات أصحاب المصلحة الأوروبيين (الممولين والشركاء الاجتماعيين وممثلي العملاء ومجموعات المناصرة) ، وتحقيق التوازن بين متطلبات كفاءة الأعمال، مع التركيز القوي على حماية حقوق العملاء، وعلى نهج يركز على الشخص، مع ضمان التطوير المهني وتدريب الموظفين.